# Claude Étienne Guyot
Claude Étienne Guyot (5 septembrie 1768 - 28 noiembrie 1837), conte al Imperiului, a fost un general francez de cavalerie ce a îndeplinit funcțiile prestigioase de comandant al Vânătorilor Călare din Gardă și apoi al Grenadierilor Călare.
1. ↑  Claude Etienne Guyot, Baza de date Léonore, accesat în 9 octombrie 2017
2. ↑  Claude-Etienne Guyot, GeneaStar
3. ↑  IdRef, accesat în 5 martie 2020